# Extra (slak)
Extra is een geslacht van weekdieren uit de klasse van de Gastropoda (slakken).

## Soort
- Extra extra Jousseaume, 1894